# 斯維塔諾克 (佩列亞斯拉夫-赫梅利尼茨基區)
49°52′15″N 31°42′55″E / 49.87083°N 31.71528°E
斯維塔諾克（烏克蘭語：Світанок）是位於烏克蘭北部的村莊，由基辅州鲍里斯皮尔区的齊布利市鎮負責管轄。該村面積1.58平方公里，海拔高度118米，2001年人口704，人口密度每平方公里445.6人。